# أبو النجا (عزبة)
عزبة أبو النجا، عزبة تابعة لقرية شباس الملح، التابعة لمركز دسوق، التابع لمحافظة كفر الشيخ في جمهورية مصر العربية.